# Тулль, Эдмунд
Эдмунд Тулль (нем. Edmund Tull), также Эдён Тулль (венг. Tull Ödön; 9 мая 1870, Секешфехервар, Транслейтания — 15 сентября 1911, Будапешт), — венгерский художник.

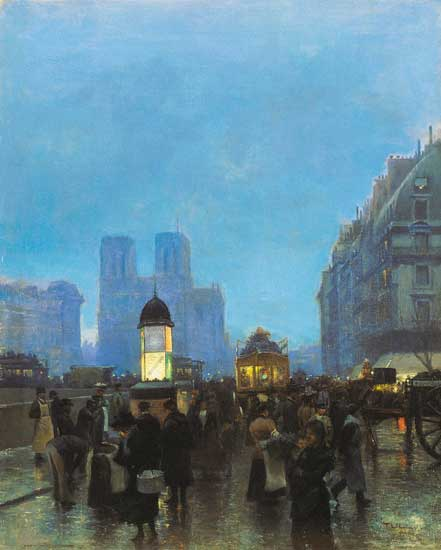
«Сумерки» (Париж, 1897)

Учился в Милане, затем в Париже у Жана-Поля Лоранса и Вильяма Бугро. С 1892 г. участвовал в выставках в Будапеште. Работал преимущественно в области пейзажной живописи, писал маслом и акварелью, занимался литографией. Оставил множество видов Франции, Италии, Нидерландов, Туниса. Рисовал также сцены из народной жизни.
Автор дизайна венгерских почтовых марок 1900 г. выпуска (с изображением императора Франца Иосифа I, коронованного венгерской короной).